# Giuseppe Lombardo Radice

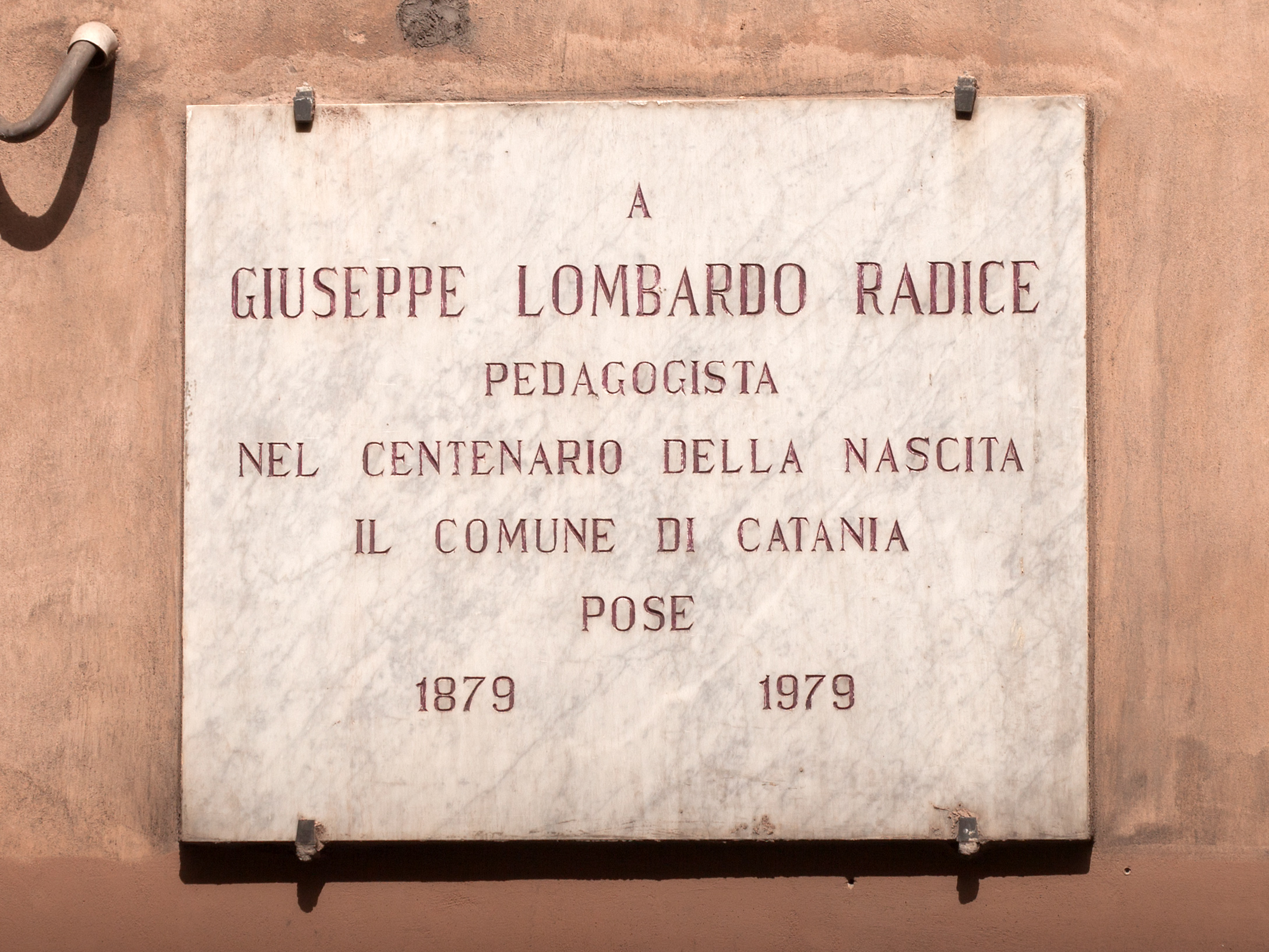
Giuseppe Lombardo Radice, placa conmemorativa en Catania

Giuseppe Lombardo Radice (Catania, 24 de junio de 1879-Cortina d'Ampezzo, 16 de agosto de 1938) fue un educador y filósofo italiano.

## Biografía
Lombardo Radice, licenciado en filosofía en la Universidad de Pisa, fue primero profesor de secundaria y publicó algunos estudios sobre Platón, en Foggia y Palermo, donde en 1907 fundó la revista "Nuovi Doveri" con Giovanni Gentile. Entre 1911 y 1922, enseñó pedagogía en la Universidad de Catania.
Más tarde, entre los años 1922-1924, durante el fascismo, ha previsto la elaboración de los programas de los Ministerios para las escuelas elementales o primarios encabezada por el entonces Ministro de Educación Giovanni Gentile, proporcionando entre otros también el uso de las lenguas regionales en textos educativos para escuelas (el programa Del dialecto al lenguaje) respetando las diferencias históricas de los italianos. Sin embargo, esto no se tradujo en una práctica real, dado el énfasis unificador y nivelador de la ideología fascista.
Colaboró con Gentile en la traducción italiana de la Crítica de la razón pura de Immanuel Kant.
Su trabajo no puede asociarse con la ideología fascista, tanto que cuando el fascismo reveló abiertamente su naturaleza totalitaria con el asesinato de Matteotti en 1924, continuó enseñando pedagogía en el Instituto Superior de Magisterio de Roma hasta 1928. Por haber abandonado la colaboración con el gobierno fascista, sufrió un período de marginación que lo llevó a retirarse de la política activa (aunque nunca se apartó abiertamente del fascismo, como gran parte de la clase universitaria de la época).
Él hizo un juramento de lealtad al fascismo.
Luego pasó a enseñar y difundir una nueva dirección pedagógica con la revista L'educazione nazionale. Este enfoque educativo se inspiró en el trabajo del gran filósofo estadounidense Ralph Waldo Emerson, de Lombardo Radice, considerado como el "profeta de la nueva educación". Admiró y apoyó el enfoque pedagógico adoptado en Muzzano (Suiza) por la profesora Maria Boschetti Alberti de Bedigliora.
De su esposa Gemma Harasim, maestra de Fiume, tuvo tres hijos: Giuseppina, Laura, partidaria y esposa de Pietro Ingrao, y el matemático Lucio.

## Trabajos
- Del origen del escepticismo y de la antítesis entre el derecho natural y el positivo en los sofistas. Florencia, Punta. Galileo, 1901.
- Observaciones sobre el desarrollo de la doctrina de las ideas en Platón. Florencia, tipografía galileana, 1903.
- Estudios secundarios
- Yo, de la escuela primaria a la escuela secundaria clásica. Notas sobre pedagogía y enseñanza. Catania, Fratelli Battiato, 1905.
- II, La educación magisterial y la enseñanza de la pedagogía. Catania, Fratelli Battiato, 1907.
- Estudios platónicos. Arpino, Giovanni Fraioli, 1906.
- Nociones de gramática italiana para uso en escuelas secundarias. Con numerosos ejercicios, I, Morfología. Catania, C. Battiato, 1907.
- Gramática italiana, simplificada y liberada de los esquemas pseudo-racionales habituales, para alumnos de gimnasios técnicos y complementarios. Morfología y sintaxis. Catania, F. Battiato, 1908; 1910.
- Ensayos de propaganda. Política y pedagogía (1907-1910). Milán-Palermo, Sandron, 1910.
- Escuelas de italiano en el extranjero. Notas sobre la política indecorosa de la consulta de Rudinì a Tittoni. Ortona, Bonanni, 1910.
- El concepto de educación y las leyes de la formación espiritual. Ensayo sobre pedagogía filosófica. Milán-Palermo, Sandron, 1911; Catania, Battiato, 1916.
- Teoría e historia de la educación.
- Yo, el ideal educativo y la escuela nacional. Lecciones de pedagogía general basadas en el concepto de autoeducación. Palermo, Sandron, 1916; 1923.
- II, Lecciones de enseñanza y recuerdos de una experiencia magistral. Palermo, Sandron, 1913; 1917.
- La milicia del ideal. Lecturas sobre educación propuestas a alumnos, maestros y académicos. Naples, F. Perrella, 1913.
- Cómo se mata a las almas. Catania, Battiato, 1915.
- La preparación de los profesores, con especial atención a la facultad de Filosofía y Letras. Catania, Battiato, 1915.
- Clérigos y masones frente al problema escolar. Roma, La voce, 1920.
- El examen estatal. Roma, La Voz, 1920.
- La reforma universitaria y las facultades sicilianas. Discurso. Catania, Galati, 1921.
- Nuevos ensayos sobre propaganda educativa. Turín, Paravia, 1922.
- Educación y deseducación. Florencia, Bemporad-La voce, 1923.
- Junto a los maestros. Nuevos ensayos sobre propaganda educativa, Turín, Paravia, 1925.
- Atenea de la doncella. Ciencia y poesía de la escuela Serena. Florencia, Bemporad, 1925; 1926.
- El lenguaje gráfico de los niños. Roma, la asociación nacional para los intereses del sur de Italia, 1925.
- Nueva vida de la escuela popular. La reforma de la escuela primaria. Palermo, Sandron, 1925.
- La Buena Misa. Roma. Asociación Nacional para los Intereses del Sur de Italia, 1926.
- El pequeño "Fabre" de Portomaggiore. Roma, Asociación Nacional para los Intereses del Sur de Italia, 1926.
- Escuelas, masters y libros. Colección de investigaciones esenciales; Palermo-Roma, Sandron, 1926.

- Datos: Q3770825